# 塩田明弘
塩田 明弘（しおた あきひろ・1962年9月26日 -）は日本のミュージカル指揮者・音楽監督。東宝、宝塚歌劇、劇団四季などのミュージカルやコンサートで指揮をとる。日本演劇協会会員。

## 来歴
兵庫県神戸市出身。東京音楽大学声楽専攻卒業。東京音楽大学指揮専攻研究科修了。
1991年、「心をつなぐ6ペンス」（東宝ミュージカル）でミュージカル指揮者デビュー。
【受賞歴】
平成23年度 日本演劇興行協会賞
第9回 読売演劇大賞 スタッフ優秀賞
第39回 イタリア・グレイト・ダレッツォポリフォニーコンクール ２位入賞
第19回 菊田一夫演劇賞 特別賞「ミス・サイゴン」にて
第24回 菊田一夫演劇賞 大賞「ローマの休日」にて
第25回 菊田一夫演劇賞 大賞「エリザベート」にて
第26回 菊田一夫演劇賞 大賞「モーツァルト！」にて
第30回 菊田一夫演劇賞 大賞「ミスサイゴン」にて
ミュージカル指揮者として初の文化庁派遣芸術家在外研修員としてニューヨーク・ブロードウェイにおいて研鑽を積み、現在は東宝、ホリプロ、宝塚歌劇等のミュージカルやコンサートの音楽監督や指揮を中心に幅広く活動中。
第9回読売演劇大賞スタッフ優秀賞を指揮者として初受賞し、平成23年度日本演劇興行協会賞も受賞している。
近年では、世界各国のスターと共演した『K-Musical Stars Concert』『Wildhorn Melodies』『Wien Musical ConcertⅡ』にて音楽監督および指揮を務め、『K-Musical Stars Concert in Seoul』では韓国での指揮デビューを果たし、更にはEMKミュージカル『ファントム』では音楽スーパーバイザーを務めた。 近年の主な作品は、『ジキル＆ハイド』『デスノート THE MUSICAL』『天使にラブソングを～シスター・アクト』『ラ・マンチャの男』『ラ・カージュ・オ・フォール』『ラブ・ネバー・ダイ』他、レパートリーは40作品以上にのぼる。 その他、韓国と日本のヒップホップダンスの祭典「THE BATTLE 2009」の音楽監督や、東京・大阪・名古屋ドームに於おける「K-1 グランプリ・決勝」「K-1 ダイナマイト」で音楽監督及び指揮を務め、「淡路島花博」（兵庫県）のオープニングにおいては音楽監督、音楽プロデュースを務める。 そして、福岡ドームに於ける「スーパーコンサート」では、プラシド・ドミンゴ、ダイアナ・ロス、ホセ・カレーラスと共演、指揮して好評を博し話題となった。
自ら執筆をした著書『知識ゼロからのミュージカル入門』（幻冬舎）も発売中。

## 参考
- 一般社団法人東京吹奏楽団 出演者